# 松村保広
松村 保広（まつむら やすひろ、1955年1月20日 - ）は、日本の医学者。国立がん研究センター先端医療開発センター 新薬開発分野 分野長を務める。熊本県人吉市出身。

## 業績
1986年に高分子薬剤が選択的にがん局所に留まりやすい現象である「EPR効果 (Enhanced Permeability and Retention effect)」 (en) を、前田浩と共に提唱した。また、がん間質にデリバリーし、不溶性フィブリン上で抗がん剤をリリースして、がんと腫瘍血管両方を攻撃するがん間質ターゲティング (CAST: CAncer Stromal Targeting) 療法を開発した。

## 略歴
- 1981年 - 熊本大学医学部卒業、第一外科[1][2]
- 1984年 - 同微生物学教室大学院[1][2]
- 1988年 - 医学博士号取得[1][2][5]
- 1989年 - 米国Mt Sinai医科大腫瘍内科[1][2]
- 1990年 - 英国オックスフォード大学Nuffield病理[1][2]
- 1994年 - 国立がんセンター中央病院内科医員[1][2]
- 1999年 - 同特殊病棟部 医長[1][2]
- 2002年 - 国立がん研究センター 研究所支所 がん治療開発部 部長[1][2]
- 2003年 - 東京大学大学院新領域創成科学研究科がん先端生命科学専攻客員准教授
- 2005年 - 国立がん研究センター東病院 臨床開発センター がん治療開発部 部長[1][2]
- 2012年 - 国立がん研究センター東病院 臨床開発センター 新薬開発分野 分野長[1][2]
- 2014年 - 慶應義塾大学連携大学院客員教授
- 2015年 - 国立がん研究センター 先端医療開発センター 新薬開発分野 分野長[1][2]
- 2016年 - 関西医科大学客員教授、日本DDS学会理事長
- 2017年 - 凜研究所研究担当取締役
- 2020年 - 定年退職、国立がん研究センター研究所客員研究員

## 学術賞
- 2005年 - 日本DDS学会永井記念賞[1][2]
- 2006年 - 国立がんセンター田宮記念賞[1][2]
- 2011年 - 科学研究費審査日本学術振興会表彰[1][2]
- 2016年 - トムソン・ロイター引用栄誉賞 [1][2][6][7]
- 2019年 - 小林がん学術賞

## 著書
- 『抗体薬物複合体(ADC)の設計開発』（監修）、シーエムシー出版〈ファインケミカルシリーズ〉、2016年5月。ISBN 978-4-7813-1159-3。